# Jezevec čínský
Jezevec čínský (Meles leucurus) je druh asijské lasicovité šelmy. 

## Popis
Jezevec čínský dosahuje délky těla 48,5–70 cm, délky ocasu 11–20 cm a tělesné hmotnosti 3,2–10,5 kg. Samci vykazují o něco větší rozměry než samice, nicméně hmotnost dospělých jedinců může variovat v závislosti na regionu a ročním období (v důsledku vykrmení před hibernací). Tělo je podsadité, klínovitého tvaru. Krátké končetiny jsou dobře přizpůsobeny hrabání. Srst má z obecného pohledu šedostříbrnou barvu a bělavý obličej zdobí pár černých pruhů. V odstínech se však opět objevují regionální odchylky, a zvířata z horských oblastí navíc bývají tmavší než jedinci z nížinatých areálů.

## Výskyt a ekologie
Jezevec čínský se ve směru od západu na východ vyskytuje od řeky Volhy a Kaspického moře až po ruský Dálný východ. Rozsáhlý areál výskytu zahrnuje mj. Mongolsko, Čínu a Korejský poloostrov. V některých zdrojích může být tento druh chápán jako poddruh jezevce lesního (Meles meles), jenž se v takovémto širším pojetí vyskytuje prakticky napříč celou Eurasií. Morfologická a molekulární data, jakož i rozdíly v distribuci však nasvědčují pro rozeznávání alespoň tří jezevců rodu Meles: vyjma M. meles a M. leucurus ještě japonského M. anakuma a zřejmě i západoasijského M. canescens.
Jezevec čínský je značně přizpůsobivá šelma, jež obývá široké spektrum biotopů, od různých typů lesů přes stepi a polopouště až po příměstské oblasti. Žije od nížin až po minimálně 3 200 metrů nad mořem (v čínské provincii Čching-chaj). V závislosti na obývaném stanovišti jezevci požírají ovoce, cibule, hlízy, žaludy, ořechy a jiné rostlinné produkty; dále žížaly, měkkýše, hmyz i menší obratlovce, příp. jejich mršiny; a taktéž se přiživují na ptačích vejcích či plení vosí a včelí hnízda. V místech s nedostatkem potravy mohou žít samotářsky, jinak však není výjimkou existence ve společných skupinkách. Zimu mohou tato zvířata přečkat hibernací. Díky možnosti utajené březosti bývají porody mláďat většinou načasovány na období mezi polovinou ledna a polovinou března.

## Ohrožení
Mezinárodní svaz ochrany přírody (IUCN) pokládá jezevce čínského za málo dotčený druh. Legální odstřel je povolen v Číně, Rusku a Mongolsku.